# Place de la Concorde (pictură de Degas)
Place de la Concorde sau Vicontele Lepic și fiicele sale traversând Place de la Concorde este o pictură în ulei pe pânză din 1879 realizată de pictorul francez Edgar Degas. Îl înfățișează pe Ludovic-Napoléon Lepic, care fumează trabuc, pe fiicele lui, pe câinele său și un bărbat singuratic în stânga, în Place de la Concorde din Paris. Grădinile Tuileries pot fi văzute în fundal, în spatele unui zid de piatră.
Mulți istorici de artă cred că cantitatea mare de spațiu negativ, decuparea și modul în care figurile se uită în direcții aleatorii au fost influențate de fotografie.
Pictura a fost considerată pierdută timp de patru decenii după cel de-Al Doilea Război Mondial, până când autoritățile ruse au expus-o la Muzeul Ermitaj din Rusia, unde a rămas până astăzi. În timpul ocupației sovietice a Germaniei, lucrarea a fost confiscată de sovietici de la colecționarul de artă german Otto Gerstenberg și, în cele din urmă, a fost mutată la Ermitaj.
Degas a pictat și Ludovic Lepic și fiicele sale într-un tablou separat.